# Tronto (brigantino)
Il Tronto (già Principe Carlo) è stato un brigantino della Real Marina del Regno delle Due Sicilie, successivamente acquisito dalla Regia Marina.

## Caratteristiche
Unità di dimensioni abbastanza grandi per il periodo (in rapporto alla propria tipologia), la nave, con scafo in legno e carena ricoperta di rame, aveva armamento velico a brigantino (alberi di trinchetto e maestra a vele quadre).
Il brigantino aveva un ponte di copertino, un ponte di coperta privo d'ingombri ed un armamento di medio calibro, composto originariamente da venti carronate da 24 libbre francesi disposte in coperta. Dopo il 1847 l'armamento venne ridotto a sedici carronate da 24 libbre (otto per lato, in barbetta), atte solo al combattimento da breve distanza, due cannoni-obici Paixhans da 160 mm anch'essi collocati in coperta (sostanzialmente le due uniche armi della nave dotate di capacità offensiva) ed un piccolo obice B.L. da 12 libbre su affusto da sbarco.

## Storia
Costruita tra il 1827 ed il luglio 1828 nei cantieri di Castellammare di Stabia per la Marina del Regno delle Due Sicilie con il nome di Principe Carlo, la nave era un brigantino armato con 20 carronate da 24 libbre in coperta.
In servizio nella Marina del regno delle Due Sicilie il 25 luglio 1828, il Principe Carlo ebbe come primo comandante il capitano di fregata Vincenzo Lettieri. Poco dopo il completamento, nell'agosto 1828, il brigantino venne aggregato alla divisione del capitano di vascello Alfonso Sozi Carafa, inviato ad eseguire una dimostrazione di forza ai danni della Reggenza di Tripoli. Il bey di Tripoli, infatti, invece dei 40.000 colonnati previsti per il rinnovo di un accordo con il Regno delle Due Sicilie, ne voleva 100.000: non essendo stato possibile raggiungere un'intesa (il bey pretese anzi il pagamento entro due mesi), il 22 agosto 1828 la flotta borbonica (compreso il Principe Carlo, in funzione di appoggio e protezione alle cannoniere; le altre unità erano le fregate Regina Isabella, Sirena e Cristina, la goletta Lampo e gli avvisi Leone e Tartaro) si dispose su due file nelle acque antistanti Tripoli e l'indomani, di fronte ad un nuovo rifiuto del bey di raggiungere un accordo, aprì il fuoco contro le fortificazioni della città e le cannoniere che si erano poste a difesa del porto: il bombardamento proseguì per una settimana (interrompendosi però il 24 ed il 25 per via del maltempo), durante la quale venne respinta una sortita tripolina (28 agosto), ma quando le navi napoletane si ritirarono (l'azione ebbe termine il 28 agosto) il bey non si era ancora deciso a cedere.
Il 27 settembre 1828, pertanto, il Principe Carlo e la fregata Regina Isabella, in crociera alla ricerca di corsari insieme alla Cristina, catturarono la goletta tripolina Mabruka ("Benedetta"), con 56 uomini a bordo ed armata con otto cannoni, e la costrinsero a fare rotta per Trapani, da dove poi la fregata la scortò a Messina, giungendovi il 10 ottobre: dopo quest'episodio il bey, il 28 ottobre 1828, acconsentì alla firma di un trattato di pace.
Nel luglio 1830 il brigantino fu tra le unità che scortarono la squadra che da Genova riconduceva a Napoli il re e la famiglia reale delle Due Sicilie.
Nel febbraio 1832 il Principe Carlo venne impiegato per un cordone sanitario in Mar Ionio, effettuando in seguito missioni di altro tipo.
Il 26 novembre 1832 il brigantino, insieme agli avvisi Leone ed Aquila e ad una formazione sarda (fregate Carlo Felice ed Euridice, avviso Dione), lasciò Genova per scortare a Napoli la fregata Regina Isabella, che aveva a bordo i neo sposi Ferdinando II delle Due Sicilie e Maria Cristina di Savoia (che soffrì notevolmente di mal di mare durante la navigazione), giungendo a Napoli il 30 novembre.
Nel marzo 1833 il brigantino venne aggregato a una Divisione navale del Regno delle Due Sicilie che prese parte, insieme ad una Squadra sarda, ad un'azione dimostrativa contro il Bey di Tunisi: l'azione era stata decisa il 23 marzo, con un accordo congiunto sabaudo-borbonico, in seguito ad un'offesa provocata dal Bey contro il Regno di Sardegna, ovvero la cattura di una feluca sarda. Il 28 marzo 1833 il Principe Carlo, insieme alla fregata Regina Isabella, alla corvetta Cristina ed al brigantino Zeffiro, salpò da Napoli (la formazione era comandata dal capitano di fregata Marino Caracciolo di Torchiarolo), fece tappa a Palermo ed il 10 maggio si congiunse al largo di Tunisi alla Squadra sarda del contrammiraglio Giorgio De Viry: dopo un bombardamento navale cui partecipò anche il Principe Carlo, il Bey si decise infine a cedere ed a rendere omaggio alla bandiera sarda, firmando poi, il 17 novembre, un trattato d'amicizia con il Regno delle Due Sicilie.
Nel settembre 1833 il Principe Carlo venne inviato in missione diplomatica a Tunisi, mentre in novembre venne mandato a Tripoli.
Nel 1837 il brigantino e l'avviso a ruote Ferdinando II vennero adibiti alla vigilanza delle coste del canale d'Otranto a protezione dagli attacchi dei corsari barbareschi.
Dopo alcuni anni di servizio privo di eventi di rilievo, il Principe Carlo venne disarmato nel 1843, alato in secco e sottoposto a lavori di raddobbo conclusi nel 1844.
Il 7 luglio 1846 la nave, insieme ad altre dieci unità (pirofregate Ruggiero, Roberto, Ercole, Archimede, fregata a vela Regina Isabella, brigantini Intrepido, Zeffiro, Valoroso e Generoso, avviso Delfino), salpò da Napoli in formazione con la corvetta Cristina, che aveva a bordo i sovrani delle Due Sicilie, il duca di Calabria, il conte di Trapani, le principesse Carolina Ferdinanda e Maria Amalia con il marito di quest'ultima Sebastiano, e quattro giorni più tardi, alle sette del mattino, giunse a Messina.
Nel 1847 l'armamento venne mutato in 16 carronate da 24 libbre, due cannoni-obici da 160 mm ed un obice da sbarco da 12 libbre.
Sul finire dell'aprile 1848, scoppiata la prima guerra d'indipendenza, il brigantino lasciò Napoli e venne inviato in Adriatico, per partecipare al blocco navale tra Trieste e Venezia. Poco dopo la partenza, il 29 aprile, il Principe Carlo, unitamente alla pirofregata a ruote Sannita, toccò Messina ed imbarcò a Reggio Calabria il 5º Reggimento di Linea, diretto in Lombardia. La squadra di cui il Principe Carlo faceva parte era composta, oltre che da esso, dalle pirofregate a ruote Carlo III, Guiscardo, Ruggiero, Roberto e Sannita, dalle fregate a vela Regina e Regina Isabella e dalla pirocorvetta a ruote Stromboli, sotto il comando del commodoro Raffaele De Cosa. Durante la navigazione verso nord le navi, il 5 maggio, fecero tappa ad Ancona, dove sbarcarono il generale Guglielmo Pepe e 5.000 uomini. Raggiunta poi Venezia il 16 maggio, la squadra incrociò tra le foci del Tagliamento e del Piave in attesa dell'arrivo delle navi sarde, e, pur senza combattere (vi era il divieto di aprire il fuoco se non attaccati), obbligò la flotta austroungarica a rinunciare al blocco navale della città.

Il 22 maggio 1848 la squadra napoletana, unitasi ad una formazione sardo-piemontese al comando del contrammiraglio Giuseppe Albini, avvistò al largo di Sacca di Piave una divisione austroungarica di minore forza. 

Il Tronto in disarmo a Napoli ed in attesa di demolizione, particolare di una fotografia del 1868-1869 circa.

 Essendo venuto meno il vento, Albini, disponendo solo di navi a vela, convinse De Cosa, per non perdere la superiorità numerica, a far prendere a rimorchio le unità piemontesi dalle pirofregate borboniche, ma il tutto venne eseguito in maniera talmente confusa che quattro piroscafi austroungarici fecero in tempo a raggiungere le navi della propria divisione ed a rimorchiarle sino a Muggia, le cui batterie costiere avevano a quel punto impedito ogni intervento della squadra sardo-napoletana: prima di sera solo la Regina e la fregata sarda San Michele erano giunte a tiro delle navi austroungariche, senza però essere passate all'attacco. Il 16 giugno 1848, dopo aver brevemente stazionato insieme alle navi venete e piemontesi nelle acque antistanti Trieste, la squadra del Regno delle Due Sicilie venne richiamata a Napoli.
Nel corso degli anni seguenti il Principe Carlo prese parte a diverse campagne d'istruzione per Aspiranti ed allievi del Collegio di Marina. Nel 1857 il brigantino prese parte alla posa del cavo sottomarino tra Messina e la Calabria.
La nave, anziana ed ormai logorata, non ebbe alcun ruolo negli eventi dell'estate 1860, che portarono alla caduta del Regno delle Due Sicilie ed all'unità d'Italia. Il 7 settembre 1860 il Principe Carlo, al pari della quasi totalità della flotta borbonica, non adempì all'ordine di seguire Francesco II a Gaeta ed al contrario, con l'arrivo della squadra sardo-piemontese del viceammiraglio Carlo Pellion di Persano nel golfo di Napoli, si consegnò ad essa, venendo provvisoriamente incorporato nella Marina del Regno di Sardegna.
Subito ribattezzata Tronto, la nave venne iscritta nel Quadro del Naviglio della neocostituita Regia Marina il 17 marzo 1861, classificata brigantino (in alcuni documenti figura però come trasporto a vela di III classe). Nel corso dello stesso mese la nave aveva effettuato per l'ultima volta attività operativa, posando un nuovo cavo sottomarino nello stretto di Messina.
Valutata troppo usurata per un suo ulteriore utilizzo, la nave venne disarmata, ridotta a prigione galleggiante («bagno penale flottante») ed adibita a tale impiego nella darsena di Napoli per pochi anni. Radiato con Regio Decreto n. 2249 del 17 aprile 1865, il Tronto venne venduto per demolizione a Pozzuoli con asta del 13 ottobre 1866.